# VOPP1
VOPP1 (англ. Vesicular, overexpressed in cancer, prosurvival protein 1) – білок, який кодується однойменним геном, розташованим у людей на короткому плечі 7-ї хромосоми. Довжина поліпептидного ланцюга білка становить 172 амінокислот, а молекулярна маса — 19 224.
| 10         |  | 20         |  | 30         |  | 40         |  | 50         |
| ---------- |  | ---------- |  | ---------- |  | ---------- |  | ---------- |
| MRRQPAKVAA |  | LLLGLLLECT |  | EAKKHCWYFE |  | GLYPTYYICR |  | SYEDCCGSRC |
| CVRALSIQRL |  | WYFWFLLMMG |  | VLFCCGAGFF |  | IRRRMYPPPL |  | IEEPAFNVSY |
| TRQPPNPGPG |  | AQQPGPPYYT |  | DPGGPGMNPV |  | GNSMAMAFQV |  | PPNSPQGSVA |
| CPPPPAYCNT |  | PPPPYEQVVK |  | AK         |  |            |  |            |

A: Аланін

C: Цистеїн

D: Аспарагінова кислота

E: Глутамінова кислота

F: Фенілаланін

G: Гліцин

H: Гістидин

I: Ізолейцин

K: Лізин

L: Лейцин

M: Метіонін

N: Аспарагін

P: Пролін

Q: Глутамін

R: Аргінін

S: Серин

T: Треонін

V: Валін

W: Триптофан

Задіяний у таких біологічних процесах, як транскрипція, регуляція транскрипції, альтернативний сплайсинг. 
Локалізований у мембрані, цитоплазматичних везикулах.